# Vilvestre
Vilvestre est une commune de la province de Salamanque dans la communauté autonome de Castille-et-León en Espagne.
Son vilvestrino adjectif est bien qu'il partage avec les habitants du village voisin Saucelle la devise de Aberreao, la façon dont ils parlent.[pas clair]

## Géographie

### Communes limitrophes
| Portugal | Mieza     | Cerezal de Peñahorcada |
| Portugal | Vilvestre | Barruecopardo          |
| Portugal | Saucelle  | Barruecopardo          |

### Climat
Le climat est continental, mais adouci par la proximité du fleuve Douro, à proximité de la rivière, le climat est méditerranéen, à l'orange, la poire épineuse, d'olive, la pêche ...

### Accès
L'accès principal est de Salamanca Vilvestre:
- Laissez Salamanque pour le CL-517 dans une direction n Vitigudino.
- Une fois de prendre les Vitigudino SA-320 en direction n Mieza car il existe des itinéraires de rechange 2:
  - Après avoir quitté la ville de El Milano prendre la DSA-578 n Barruecopardo direction et prendre la Barruecopardo DSA-575 qui vous mènera directement Vilvestre.
  - En une ville de pois Cerezal de Peñahorcada prendre la DSA-576 qui vous emmène directement à Vilvestre.
- Cet accès est particulièrement utile de Salamanque pour les personnes qui viennent de toutes les parties de la péninsule de l'Espagne à l'exception des communautés autonomes des Asturies et la Galice, et les provinces de Leon et Zamora

Para ces personnes pour concevoir une deuxième voie de Vilvestre de Zamora
- Zamora prendre CL-527 en direction n Fermoselle.
- Entre les villes de Villar del Buey Fermoselle et de laisser à l'adresse n dans la ZA-334 connexion au Almendra.
- Entrer dans la province de Salamanque, entrant dans la province de Salamanque à entrer sur le SA-315 route.
  - Suivez cette route jusqu'à ce que Vitigudino à partir de laquelle vous devez suivre les indications ci-dessus.

Routes pour rejoindre Vilvestre :

- DSA-575 à l'autoroute Barruecopardo Vilvestre
- DSA-576 à l'autoroute Cerezal de Peñahorcada Vilvestre
- SA-330 à l'autoroute Lumbrales Vilvestre par Saucelle

## Démographie
| Année | Population | Année | Population | Année | Population |
| ----- | ---------- | ----- | ---------- | ----- | ---------- |
| 1991  | 711        | 2001  | 602        | 2007  | 527        |
| 1996  | 647        | 2004  | 544        | 2008  | 511        |

Les données de l'Institut national de la statistique de l'Espagne.

## Économie
Son économie repose essentiellement sur l'élevage et l'industrie de transformation (Cheese factory), mais l'agriculture est pratiquée. Actuellement, le tourisme est également en développement avec l'ouverture au cours des dernières années abrite également un centre de tourisme.

### Sources
- (es) Cet article est partiellement ou en totalité issu de l’article de Wikipédia en espagnol intitulé « Vilvestre » (voir la liste des auteurs).